# Нельсонія (Вірджинія)
Нельсонія (англ. Nelsonia) — переписна місцевість (CDP) в США, в окрузі Аккомак штату Вірджинія. Населення — 451 особа (2020).

## Географія
Нельсонія розташована за координатами 37°49′21″ пн. ш. 75°35′22″ зх. д. / 37.82250° пн. ш. 75.58944° зх. д. (37.822455, -75.589479).  За даними Бюро перепису населення США в 2010 році переписна місцевість мала площу 4,51 км², уся площа — суходіл.

## Демографія
Згідно з переписом 2010 року, у переписній місцевості мешкали 523 особи в 195 домогосподарствах у складі 131 родини. Густота населення становила 116 осіб/км².  Було 215 помешкань (48/км²).
Расовий склад населення:
| - 53,9 % — чорних або афроамериканців - 36,5 % — білих - 0,6 % — азіатів - 6,9 % — осіб інших рас |

До двох чи більше рас належало 2,1 %. Частка іспаномовних становила 14,7 % від усіх жителів.
За віковим діапазоном населення розподілялося таким чином: 24,5 % — особи молодші 18 років, 68,0 % — особи у віці 18—64 років, 7,5 % — особи у віці 65 років та старші. Медіана віку мешканця становила 38,8 року. На 100 осіб жіночої статі у переписній місцевості припадало 90,9 чоловіків;  на 100 жінок у віці від 18 років та старших — 91,7 чоловіків також старших 18 років.
За межею бідності перебувало 4,1 % осіб, у тому числі 0,0 % дітей у віці до 18 років та 55,6 % осіб у віці 65 років та старших.
Цивільне працевлаштоване населення становило 226 осіб. Основні галузі зайнятості: мистецтво, розваги та відпочинок — 35,0 %, виробництво — 20,4 %, роздрібна торгівля — 8,0 %, фінанси, страхування та нерухомість — 8,0 %.